# طرقه آوازخوان
طرقه‌های آوازخوان یا توکاهای آوازخوان شامل یک سرده Myophonus (Miophoneus) از خانواده مگس‌گیران جهان قدیم (Muscicapidae) هستند.
همه آنها پرندگانی با جثه متوسط هستند که عمدتاً حشره‌خوار یا همه‌چیزخوار هستند. همه آنها گونه‌های رنگارنگی هستند که در هند و جنوب شرق آسیا یافت می‌شوند. نرها معمولاً آبی و ماده‌ها یا شبیه نر یا به رنگ قهوه‌ای هستند. لکه‌های آبی روشن‌تر که روی شانه‌ها و گاهی سرشانه‌های سوت‌زن دیده می‌شود، که منحصر به فرد برای یک گنجشک‌سان است، به شدت در اشعه ماوراء بنفش بازتابیده می‌شود.

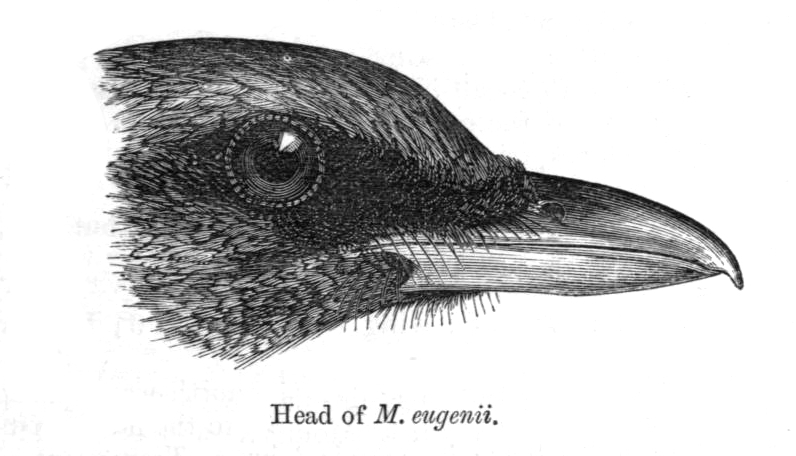
شکل نوک در M. caeruleus